# Hystricia vargas
Hystricia vargas är en tvåvingeart som beskrevs av Charles Howard Curran 1942. Hystricia vargas ingår i släktet Hystricia och familjen parasitflugor. Inga underarter finns listade i Catalogue of Life.